# Drusentor
Das Drusentor (auch:  Drusator) ist ein Gebirgspass (Passhöhe 2341 m ü. A.) in den Alpen (Ostalpen, Nördliche Kalkalpen). Es befindet sich zwischen dem österreichischen (Bundesland Vorarlberg) und dem Prättigau im Kanton Graubünden (Schweiz). Das Drusentor ist Teil des Bergmassivs Drusenfluh.

## Name
Das Drusentor erhielt seinen Namen von der südseitig gelegenen Schierser Geländekammer und Alp «Drusa». Als Druse bzw. Drusen werden im Volksmund in der Region Alpenerlen (auch: Drossel, Laublatsche, Bergerle oder Birkenerle) aus der Gattung der Erlen bezeichnet. Es handelt sich dabei in dieser Höhenlage oftmals um ein, durch den Schneedruck am Hang kriechendes Gewächs. Nach Adelung soll drusen von fallen abstammen. Laut Schorta könnte der Name Drusa alternativ auf den dialektalen Begriff «Trusse» (Heufuder) zurückgehen, das sekundär auch ein Flächenmass bezeichnete.

## Lage und Besonderheiten
Das Drusentor liegt im Gemeindegebiet von Tschagguns, der Ort Tschagguns etwa 8 km Luftlinie entfernt. Zur Gemeindegrenze nach Vandans sind es etwa 2850 Meter Luftlinie. Nach St. Antönien in der Schweiz sind es rund 6 km, nach Schiers rund 11,5 km Luftlinie.
In unmittelbarer Nähe des Drusentors (1100 Meter Luftlinie) befinden sich nordwestlich die Drei Türme (bis 2830 m, auch Dri Türm oder drei Drusentürme genannt), drei Gipfel in der Drusenfluhgruppe und etwa 2200 Meter entfernt die Drusenfluh (2827 m).
Nordwestlich, 1600 Meter Luftlinie entfernt, der nächste Pass zur Schweiz, ist das Eisjöchle (etwa 2636 m, auch: Isjöchli bzw. Eisjöchl) und darauf folgt in etwa 3 km entfernt das Schweizertor (2137 m, auch: Schwitzertor).
Von der südostwärts gelegenen Sulzfluh (2818 m) ist das Drusentor etwa 1200 Meter Luftlinie entfernt.

## Wandern
Der nächstgelegene Wanderstützpunkt ist die Lindauer Hütte, von der es etwa 2,5 Stunden dauert, das Drusentor zu erreichen. Das Gebiet ist größtenteils unwirtlich und bedingt in einigen Passagen gutes Schuhwerk, gute Trittsicherheit und Schwindelfreiheit. Es kann auch im Sommer zu raschen Kälteeinbrüchen kommen.

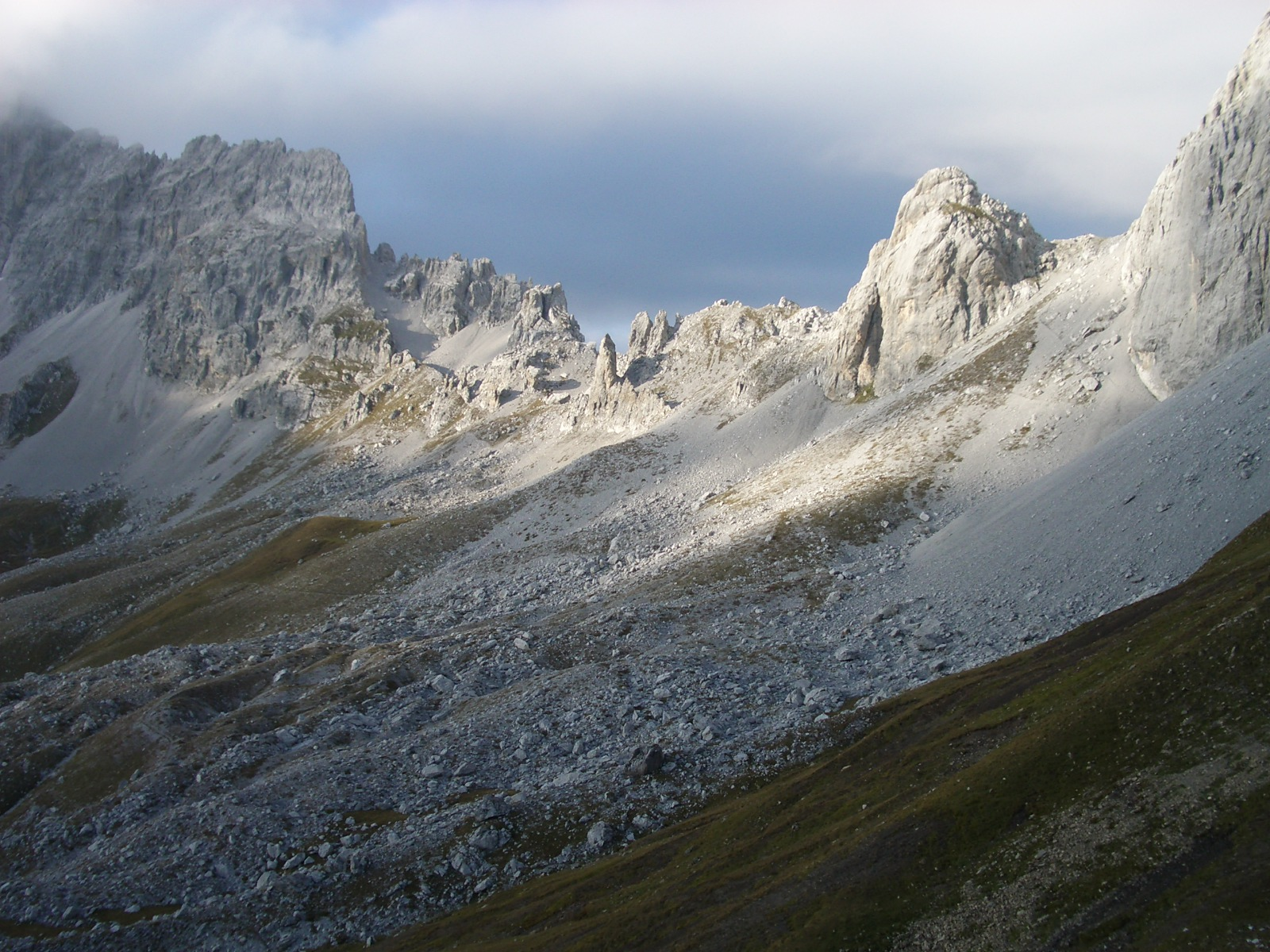
Übergang Drusentor (2341 m ü. M.) zwischen den Drei Türmen (links) und der Sulzfluh
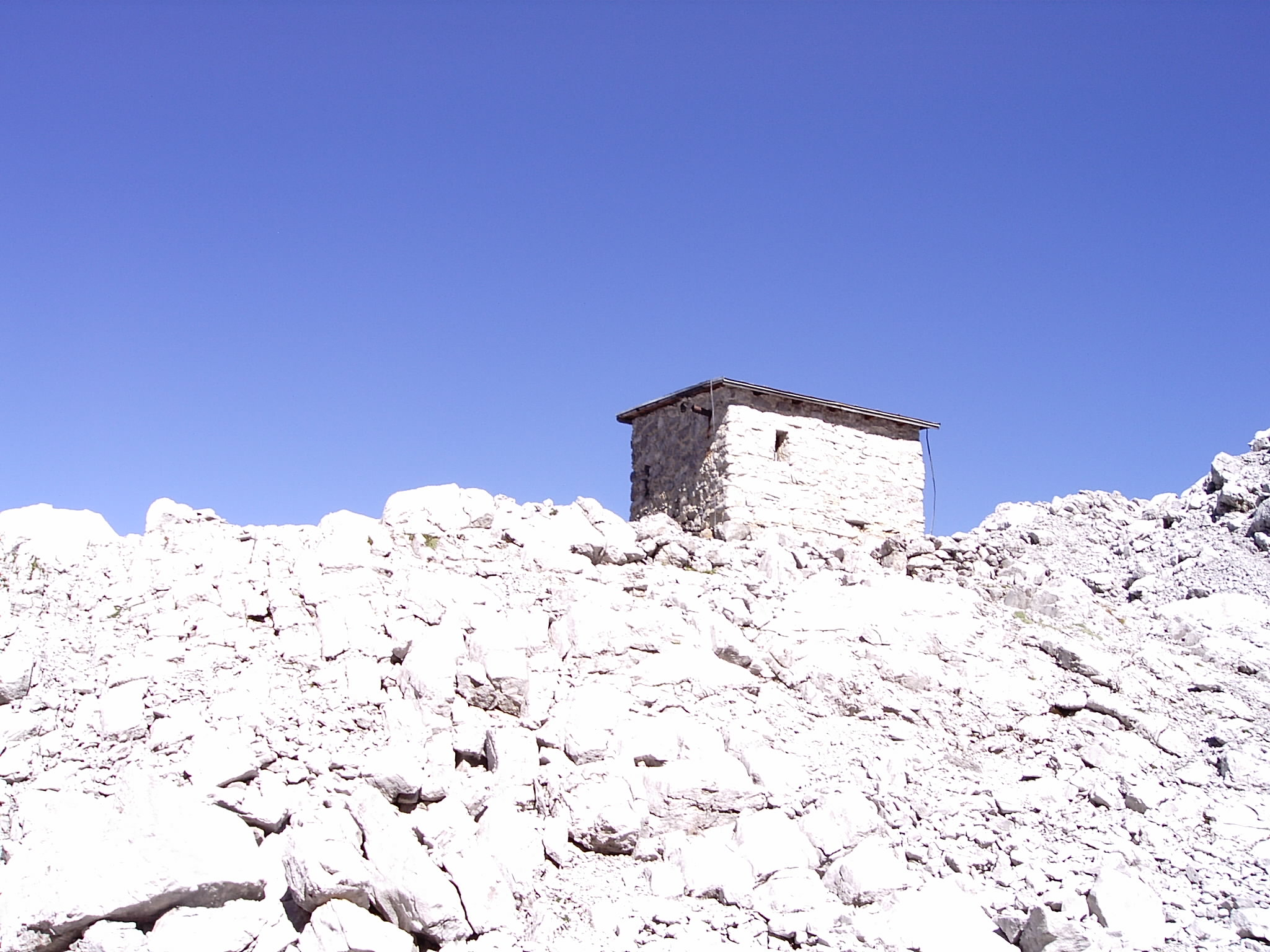
Verfallene Zollwachehütte auf österreichischer Seite
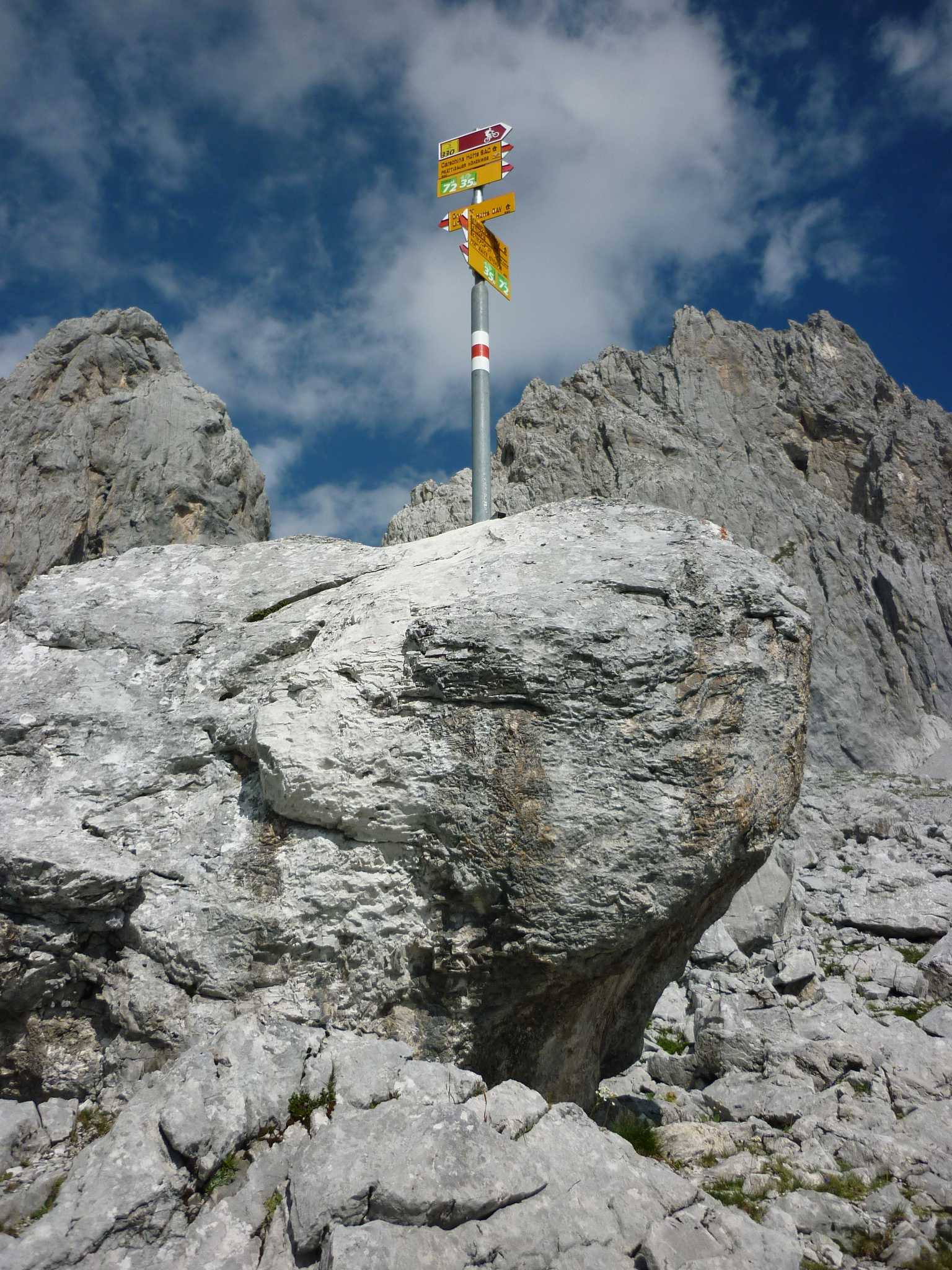
Blick von der Schweizer Seite (Prätigau)
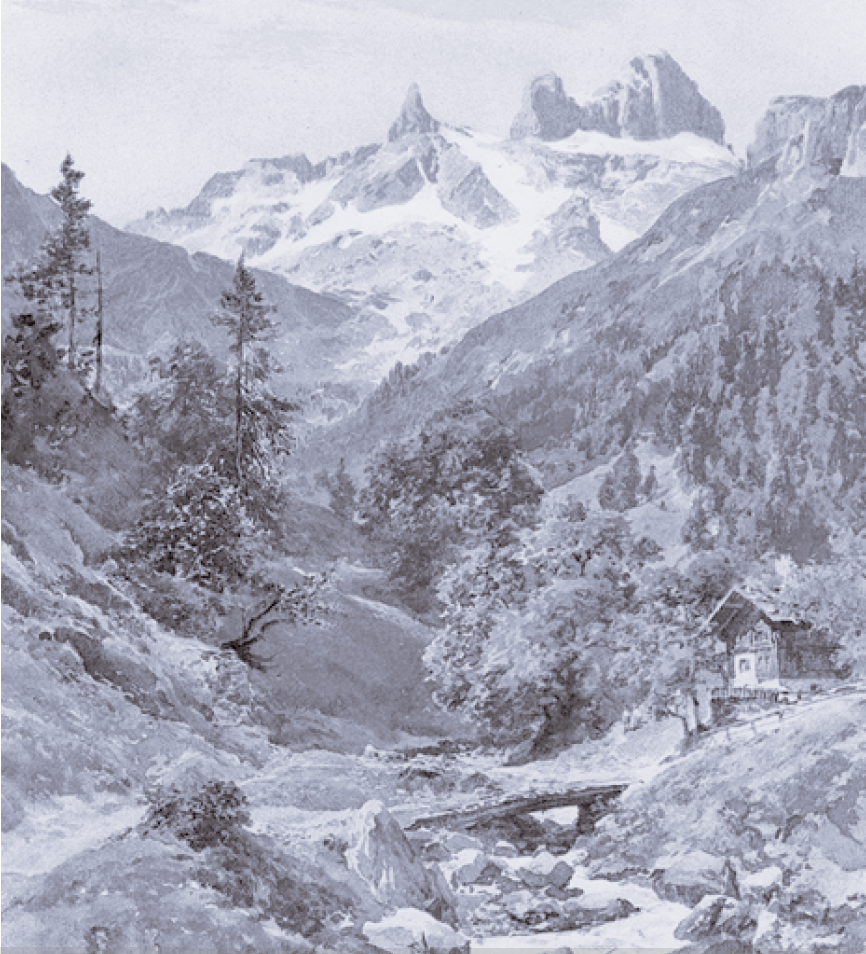
Blick auf die Drei Türme vom Gauertal